# Maison des Hommes et des Paysages
La maison des Hommes et des Paysages est située en France dans la commune de Saint-Brisson, dans le département de la Nièvre en Bourgogne-Franche-Comté.
Créée en 2000, elle est la 5e maison à thème du réseau de l'écomusée du Morvan.

## Le Morvan: ses terres et ses occupants

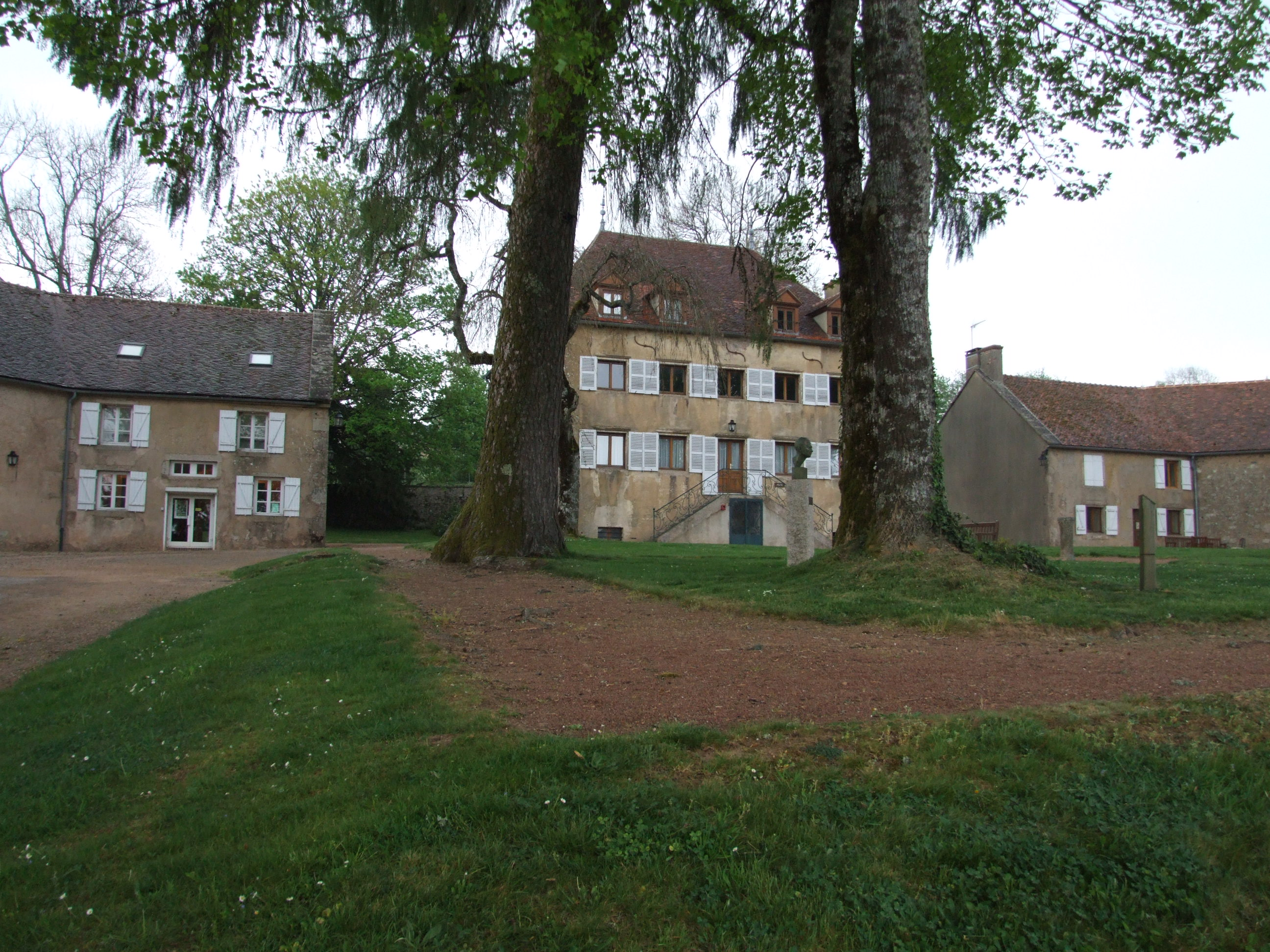
La maison du parc naturel régional du Morvan (abritant également la maison des Hommes et des Paysages).

La maison des Hommes et des Paysages est située dans la Maison du Parc naturel régional du Morvan installée dans les dépendances destinées aux animaux d'un ancien château datant de 1803.
Cette maison retrace l'histoire du Morvan à travers un cadre social et historique général, par rapport aux 4 autres maisons du réseau de l'écomusée du Morvan qui abordent elles des thèmes spécifiques.
Elle est composée de trois salles présentant :
- l'histoire du Morvan et de ses habitants de l'époque gallo-romaine au XXIe siècle sous forme de bande dessinée,
- les aspects faunistiques, floristiques et géologiques du massif du Morvan avec les interactions entre l'environnement naturel et l'Homme,
- l'âme du Morvan et des Morvandiaux à travers les paroles de ces derniers.